# 서두수 (교수)
서두수(徐斗銖, 영어: Doo Soo Suh, 1907년 3월 11일 ~ 1994년 11월 14일)는 미국에서 한국학을 연구한 학자이자 교수였다. 해방 전에는 일본어문학자로 활동하였다.

## 생애
서두수는 1907년 대한제국에서 태어났다. 서두수는 1925년 경성 제국 대학 예과(예비과)2회생으로 입학하여, 문과B반에서 수학하고, 1927년에 국문학전공(일본어문학)으로 진입하여 1930년 졸업하였다.
서두수는 경성 제국 대학을 졸업한 후, 조수로 경력을 쌓은 후 1934년부터 진남포 상공학교에서 국어과(일본어과) 교사로 교편을 잡았다. 1938년 경에는 이화여전의 국문학(일본문학) 교수로 자리를 옮겼다.
1941년 1월, 당시 조선총독부의 총독 미나미 지로의 창씨개명령에 따라 서두수는 법적 성명을 서야두수(徐野斗銖)로 변경하였으나, 해방 후 미군정에 의해 1946년 조선 성명 복구령이 내려져, 원 이름인 서두수로 법적성명을 회복하였다.
해방 후에는, 일본어문학에서 모국어이던 한국어문학으로 방향을 돌려, 연희전문과 경성대학 등에서 국문학과(한국어문학과) 교수 생활을 하였다. 1949년 3월 15일 서울대학교 교무처장으로 취임하였으나, 4개월만인 같은 해 7월 15일 제3회 서울대학교 졸업식 날 교무처장직을 사임하였다.
같은 해인 1949년 미국 콜럼비아 대학으로 유학을 떠나 1952년 박사학위를 받고, 그 후에는 하버드 대학교, 워싱턴 대학교 등에서 애초의 전공이었던 일본어문학이 아닌, 한국어, 한국문학과 한국학과 관련된 연구와 강의를 하였다.
서두수가 하버드 대학에 채용된 것은, 하버드 대학교 법대에 유학 중이던 고광림이 당시 하버드-옌칭 연구소의 소장 직무대행이던 에드윈 라이샤워(Edwin O. Reischauer) 교수를 설득하면서 하버드 대학교 한국학 연구소(당시)를 만들게 도와주면서였다. 연구소가 생긴 후, 고광림의 도움으로 한국학 연구소는 서두수를 한국학 방문부교수로 채용하였다. 하버드 대학교에서 한 한국학 강의를 바탕으로, 얼마 지나지 않아 하버드에서는 한국학 관련 전공이 개설되었는데, 1981년에 설립된 하버드 대학의 한국학연구소(The Korea Institute of Harvard University)의 설립소장인 에드워드 와그너(Edward Wagner)가 하버드 한국학 교수가 되어 한국학 강의를 하였다.
한편, 서두수는 1953년 11월 24일에 본인을 하버드에 채용하게 도와 준 고광림과 함께 보스턴 한인회를 결성하여, 초대 회장이 되고, 고광림은 부회장이 된다. 3년 간의 계약이 종료되어 하버드를 떠난 서두수는 1955년 미국 워싱턴 대학교의 아시아어문학과에 처음에는 방문 강사로 채용되었다가, 그 후 조교수와 부교수를 거쳐, 1977년 명예부교수로 은퇴하였다. 워싱턴 대학교에서는 한국어, 한국문학 고전, 한국의 1인 혹은 2인 가곡 등을 가르치고 연구하였다. 워싱턴 주의 시애틀에서 거주할 당시 서두수는 당시 한국어 제자이자 후일 주 상원의원이 되는 전쟁고아로 미국인 가정에서 입양되어 자란 신호범의 자서전에 따르면, 과거 해방 전 일본어문학 전공자로써의 자세와는 완전히 다른 민족주의자가 되어, 한복 바지저고리에 두루마리를 입고 다녔고, 노크 대신 "이리오너라"하고 말을 하던 조선시대 풍습을 고수하였다고 한다. 서두수는 시애틀에서도 한인회장을 맡기도 하였다. 워싱턴대 교수이던 중, 일시 한국에 귀국하여 1962년 12월에는 성균관 대학교의 제 6대 총장으로 취임하였던 적이 있으나, 이듬해 6월 총장에서 해임되었다.
워싱턴대에서 은퇴 후에는 머지 않아 자식들이 거주하던 보스턴 인근으로 이주하여 살다가 1994년 사망하였다.

## 국문학사에서의 의미
서두수는 경성 제국 대학의 법문학부 문학과의 국문학전공(=일본어문학과)을 졸업하여 활동한 유일한 조선 출신인이었다. 당시에는 현대 한국어문학과는 조선어문학과로 불리었다. 즉, 일제 식민지 시절 대부분의 조선인들은 조선어문학을 공부할 당시, 식민지 조선인으로 유일하게 경성 제국 대학 국문학(일본문학)을 전공한 사람으로써 일제시대 문학사 연구와 이해에 매우 중요한 인물 중 하나이다. 경성 제국 대학 국문학전공으로 입학한 다른 조선인은 최성희가 있었으나, 최성희는 차후 법학부로 전공을 옮겨, 서두수가 유일한 인물이다.

## 일본문학관련 서두수의 저작[10]
- 「日本文學의 特質」(人文評論, 1940.6)
- 「文學의 日本心」(三千里, 1941.9)
- 「日本文學과 古典」(每日新報, 1942.3.28~4.3)
- 「文學의 日本心」(朝光, 1942.5.1)
- 「日本의 生活美」(半島の光, 1942.7)
- 「明治文學が生れる頃」(春秋, 1942.8)
- 「明治の小説」(春秋, 1942.9)
- 「明治の小説(つづき)」(春秋, 1942.10)
- 「明治の詩歌」(春秋, 1942.11)
- 「防人のこころ」(国民文学, 1942.11)
- 「防人歌(사카모리노우다)-稚拙한 移植」 (每日新報, 1942.11.2~1942.11.12)
- 「明治の劇文学」(春秋, 1942.12)
- 「賀茂真淵」(國民文學, 1943.6)

## 가족
2남 4녀를 둔 것으로 알려져 있다.  맏아들은 한국 전쟁 중에 실종되어 차남이 사실상 외아들로, MIT 기계공학과 교수를 지낸 서남표씨가 있다.